# 小行星9343
小行星9343（英語：9343）是一颗围绕太阳公转的小行星。1991年8月9日，亨利·E·霍爾特在帕洛马山发现了此天体。
这颗小行星的绝对星等为108.95745等。